# Mehmet Güçlü
Mehmet Güçlü (ur. 14 marca 1952 w Kızılcayıkık) – turecki zapaśnik walczący w stylu wolnym. Olimpijczyk z Monachium 1972, gdzie odpadł w eliminacjach w kategorii do 90 kg.
Brązowy medalista mistrzostw świata w 1974; czwarty w 1978. Wicemistrz Europy w 1977 i 1978; trzeci w 1976. Triumfator igrzysk śródziemnomorskich w 1971, 1975 i 1983. Mistrz Europy młodzieży w 1970 roku.